# TKS
TKS – polska tankietka pochodząca z okresu międzywojennego. Obok czołgu 7TP była podstawowym wozem bojowym polskich sił pancernych podczas kampanii wrześniowej.

## Historia
TKS był ulepszoną wersją tankietki TK-3. Został skonstruowany w Biurze Studiów PZInż. przez zespół pod kierunkiem inż. Edwarda Habicha. Główną zmianą była modernizacja kształtu przedniej części kadłuba, wymiana silnika oraz dodanie peryskopu dla dowódcy, zmiana opancerzenia, instalacji elektrycznej, ulepszenie układu jezdnego. Produkcja seryjna ruszyła w 1934. Wyprodukowano łącznie 280 egzemplarzy. Ponieważ uzbrojenie czołgu TKS uznano za niewystarczające, na początku 1939 roku (po wcześniejszych próbach jesienią 1938) postanowiono przezbroić 250 czołgów (TK-3 i TKS łącznie) w nkm wz. 38FK kal. 20 mm, polskiej konstrukcji. Do grudnia 1939 miano przezbroić 50 czołgów TK-3 i 60 TKS. Ogólna liczba czołgów planowanych do przezbrojenia: 70 TK-3 i 80 TKS. Cykl ten miał się zakończyć z końcem lutego 1940. Do wybuchu wojny zakładom PZInż. dostarczono 26 sztuk nowego uzbrojenia. Ile zdołano przezbroić dokładnie czołgów, nie wiadomo, dość, że w linii znalazły się 23 TKS-y (24) z działkiem 20 mm.
Na podwoziu czołgu TKS powstał ciągnik artyleryjski C2P. TKS były produkowane w Czechowicach pod Warszawą (obecnie Warszawa-Ursus), w fabryce Ursus, należącej do PZInż.

### Mobilizacja
We wrześniu 1939 roku następujące oddziały pancerne i motorowe Wojska Polskiego dysponowały tankietkami TKS:
- 21 dywizjon pancerny – 13 tankietek TKS
- 31 dywizjon pancerny – 13 tankietek TKS
- 32 dywizjon pancerny – 13 tankietek TKS
- 33 dywizjon pancerny – 13 tankietek TKS
- 61 dywizjon pancerny – 13 tankietek TKS
- 62 dywizjon pancerny – 13 tankietek TKS
- 11 kompania czołgów rozpoznawczych – 13 tankietek TKS (w tym 4 szt. z działkiem 20 mm)
- 31 samodzielna kompania czołgów rozpoznawczych – 13 tankietek TKS
- 32 samodzielna kompania czołgów rozpoznawczych – 13 tankietek TKS
- 61 samodzielna kompania czołgów rozpoznawczych – 13 tankietek TKS
- 62 samodzielna kompania czołgów rozpoznawczych – 13 tankietek TKS
- 63 samodzielna kompania czołgów rozpoznawczych – 13 tankietek TKS
- Szwadron czołgów rozpoznawczych Warszawskiej Brygady Pancerno-Motorowej – 13 tankietek TKS (w tym 4 szt. z działkiem 20 mm).

### Kampania wrześniowa

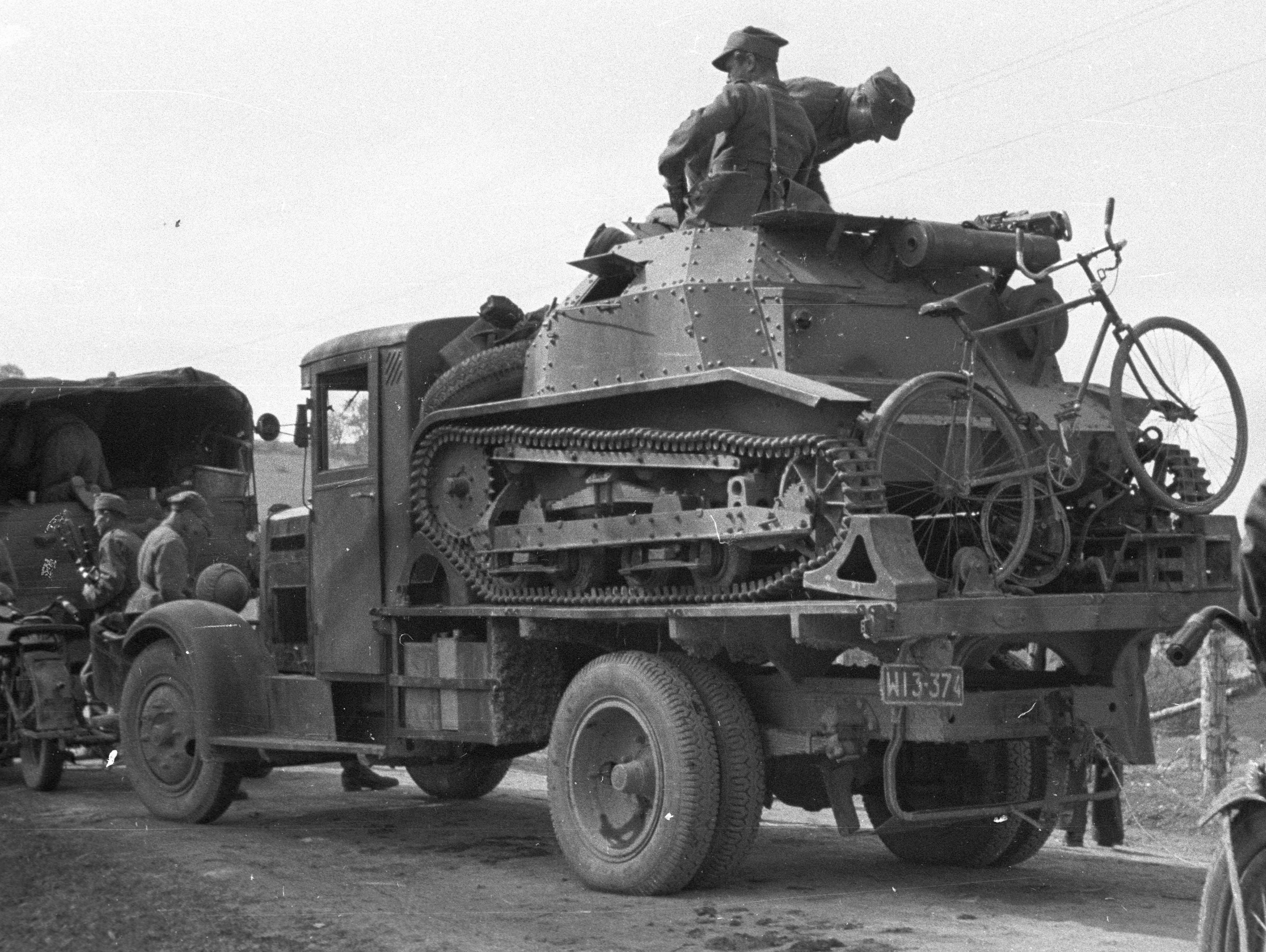
Transport tankietki TKS na ciężarówce w 1939 r.

W kampanii wrześniowej 1939 w czołgi TKS były uzbrojone dywizjony pancerne wchodzące w skład brygad kawalerii, samodzielne kompanie czołgów rozpoznawczych, przydzielane poszczególnym dywizjom piechoty oraz oddziały rozpoznawcze 10 Brygady Kawalerii Zmotoryzowanej i Warszawskiej Brygady Pancerno-Motorowej, jak i ich organiczne kompanie czołgów rozpoznawczych. W sumie Wojsko Polskie posiadało na stanie w połowie 1939 roku 300 wozów TK-3 i 274 TKS. Mobilizacja przewidywała etaty na łączną liczbę 430 czołgów rozpoznawczych, TKS i TK-3, w tym 50 szt.(po 5 na pociąg pancerny) przydzielone pociągom pancernym. W kampanii wrześniowej brało udział nieco więcej wozów, bądź to w postaci uzupełnień, bądź doraźnie organizowanych z rezerw jednostek, niestety, z racji skąpego materiału źródłowego, nie sposób ustalić dokładnej liczby.
Skuteczność w walce z niemieckimi czołgami tankietek TKS uzbrojonych w najcięższe karabiny maszynowe kalibru 20 mm opisał gen. Franciszek Skibiński relacjonując wydarzenia mające miejsce 9 września podczas obrony Łańcuta kiedy to 101 Kompania Czołgów Rozpoznawczych TKS pod dowództwem por. Zdzisława Ziemskiego ruszyła z odsieczą Dywizjonowi Rozpoznawczemu:

„TKS-y ruszyły – najpierw kolumną, w wąwozie drogi, wzbijając chmury kurzu, paręset metrów od wsi rozwinęły się w linię po obu stronach drogi. Wtedy widocznie Niemcy dostrzegli kontratak, ogień wzmógł się gwałtownie. Rozległy się powolne, basowe serie najcięższych karabinów maszynowych, w które uzbrojone były czołgi TKS.
Cóż za wspaniałe przeżycie – widok niemieckiego odwrotu! Najpierw jeden, później drugi, a jeszcze później trzeci czołg niemiecki wyraźnie zakulał i stanął. Załogi wyskakiwały prościutko pod ogień broni maszynowej. Czarne sylwetki powstawały na wzgórzu na wschód od Albigowej i zaczęły staczać się ku wsi – to ułani z Dywizjonu Rozpoznawczego atakowali, odbierając swe poprzednie stanowiska. Kontratak był niezaprzeczalnym sukcesem – jak udana szarża kawaleryjska” – gen. Franciszek Skibiński

Uzbrojoną w działko tankietką TKS, dowodził plut. podch. Edmund Roman Orlik. Jest on uważany za pierwszego w historii polskiego asa pancernego. W czasie kampanii wrześniowej 1939 zniszczył 13 niemieckich czołgów.
Po przegranej, zdobyczne tankietki TKS wykorzystywane były przez wojska niemieckie i radzieckie.

## Inni użytkownicy

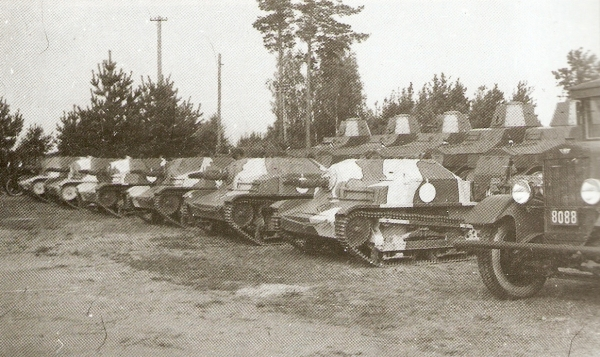
Estońskie tankietki TKS

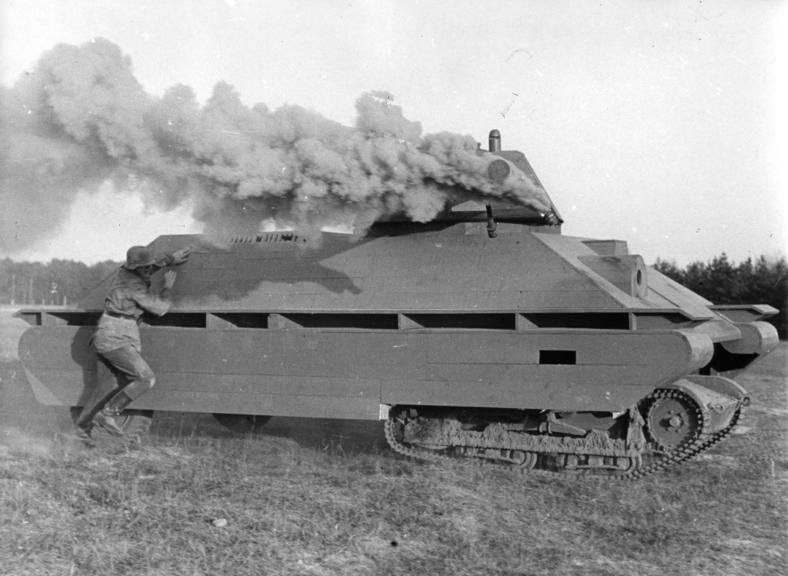
TKS używana przez Niemców jako makieta ćwiczebna

W 1935 sprzedano 6 wozów (1 pluton) do Estonii. Po zajęciu Estonii przez ZSRR, egzemplarze te zostały przejęte przez Armię Czerwoną. Na wyposażeniu Armii Czerwonej znajdowały się także tankietki przejęte po agresji ZSRR na Polskę w 1939 roku.
Zdobyte przez Niemców egzemplarze zostały przebudowane na ciągniki artyleryjskie lub sprzedane do Chorwacji, gdzie prawdopodobnie używała ich Redarstvena Straža. Część stosowana była przez wojska Luftwaffe do ochrony lotnisk, do działań przeciwpartyzanckich lub jako podwozia makiet ćwiczebnych. 7 sztuk TKS zostało wcielonych do węgierskiej armii po rozbrojeniu i internowaniu polskich żołnierzy. 1 tankietkę też zdobyli Amerykanie w 1944 na wojskach niemieckich.

## Wersje
- TK-S – od 1933 zbudowano 280 szt.
- TK-S z działkiem 20 mm – ok. 23-25 wozów przezbrojono przed 1939[a][15]
- TK-S na prowadnicy szynowej – około 30 wozów wyposażono w prowadnice szynowe, umożliwiając używanie ich jako drezyny[16]
- C2P – nieuzbrojony lekki ciągnik artyleryjski – zbudowano ok. 200 szt.[15]

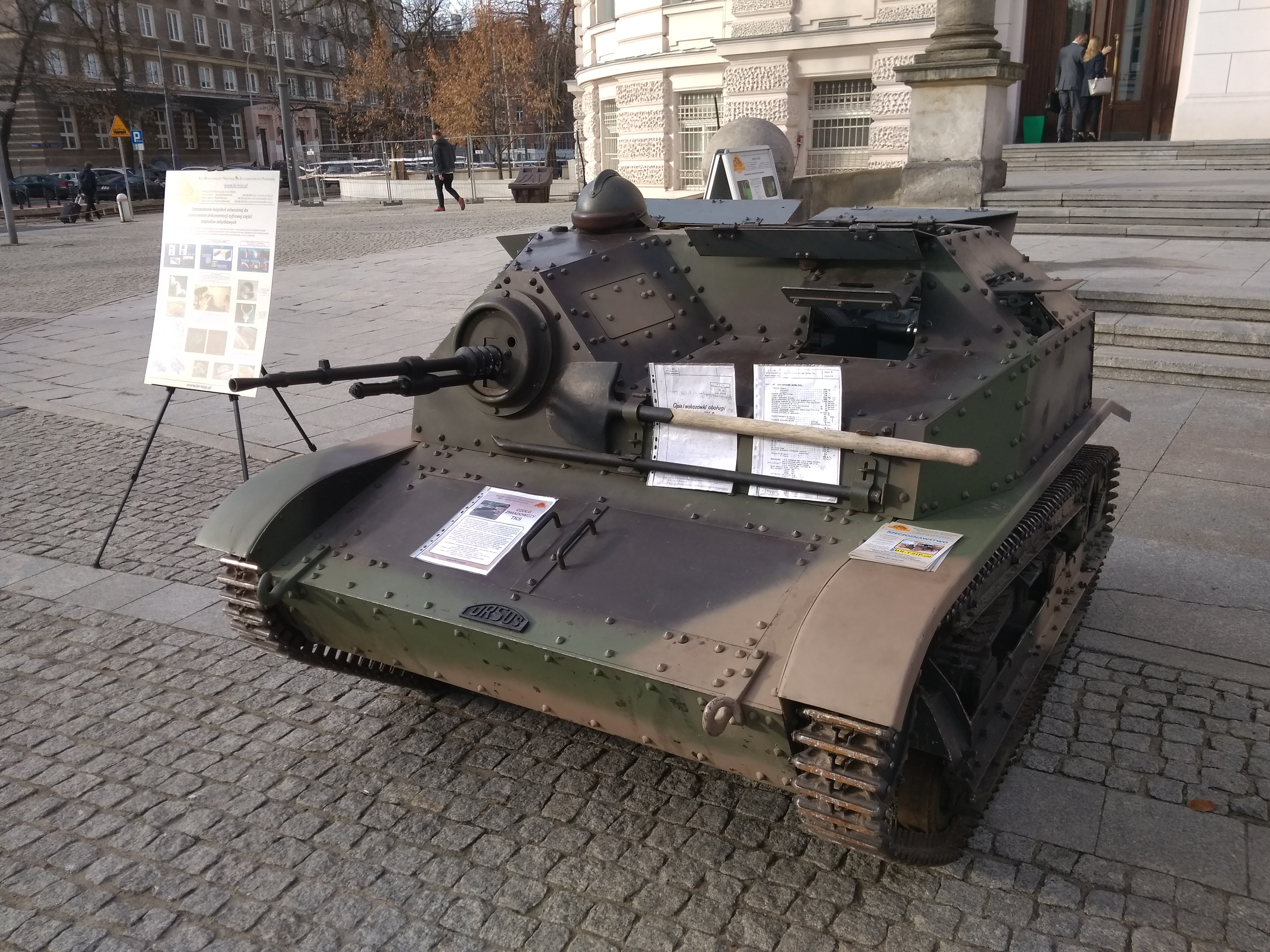
TK-S (replika)
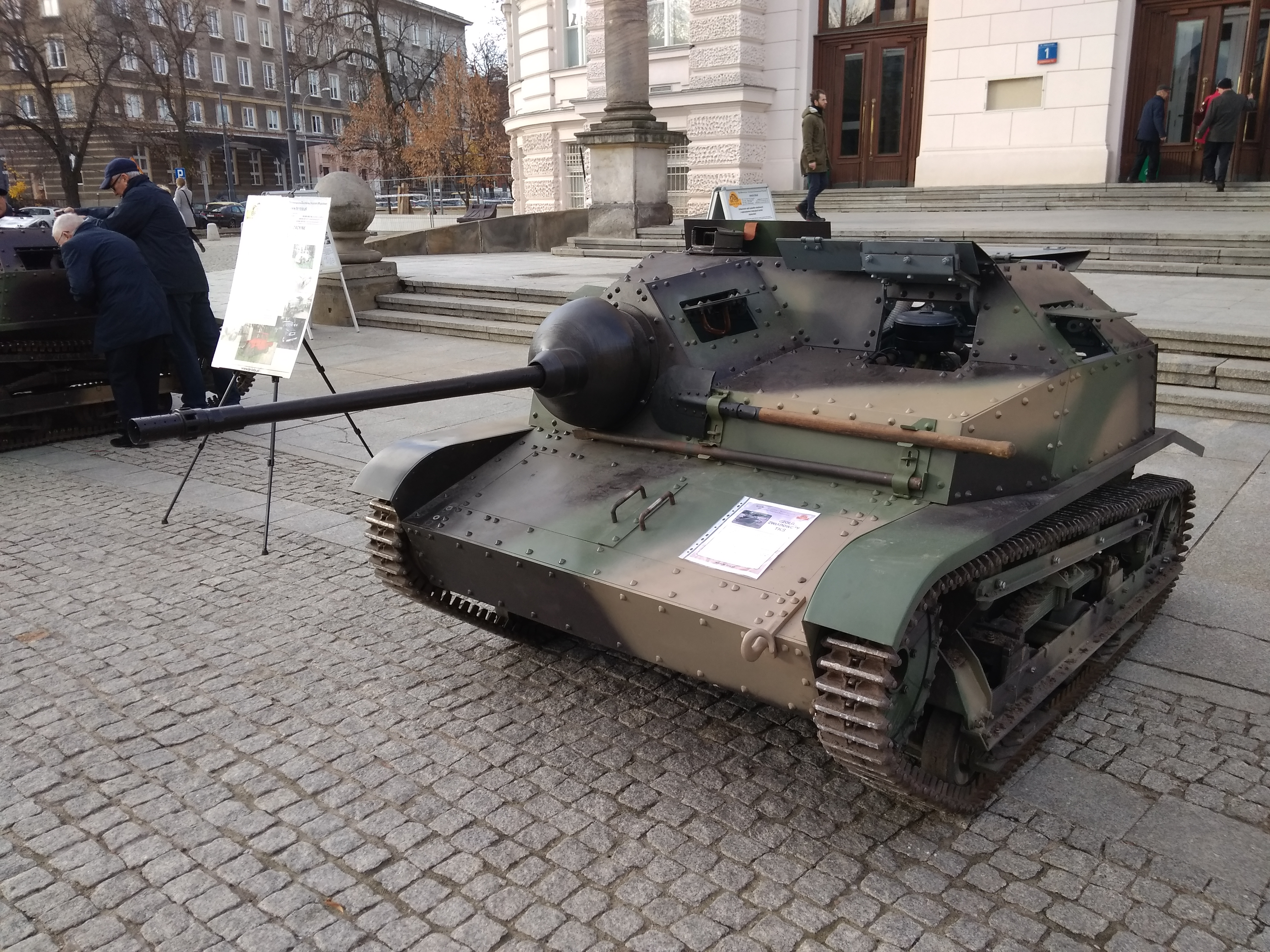
TK-S z działkiem 20 mm (replika)
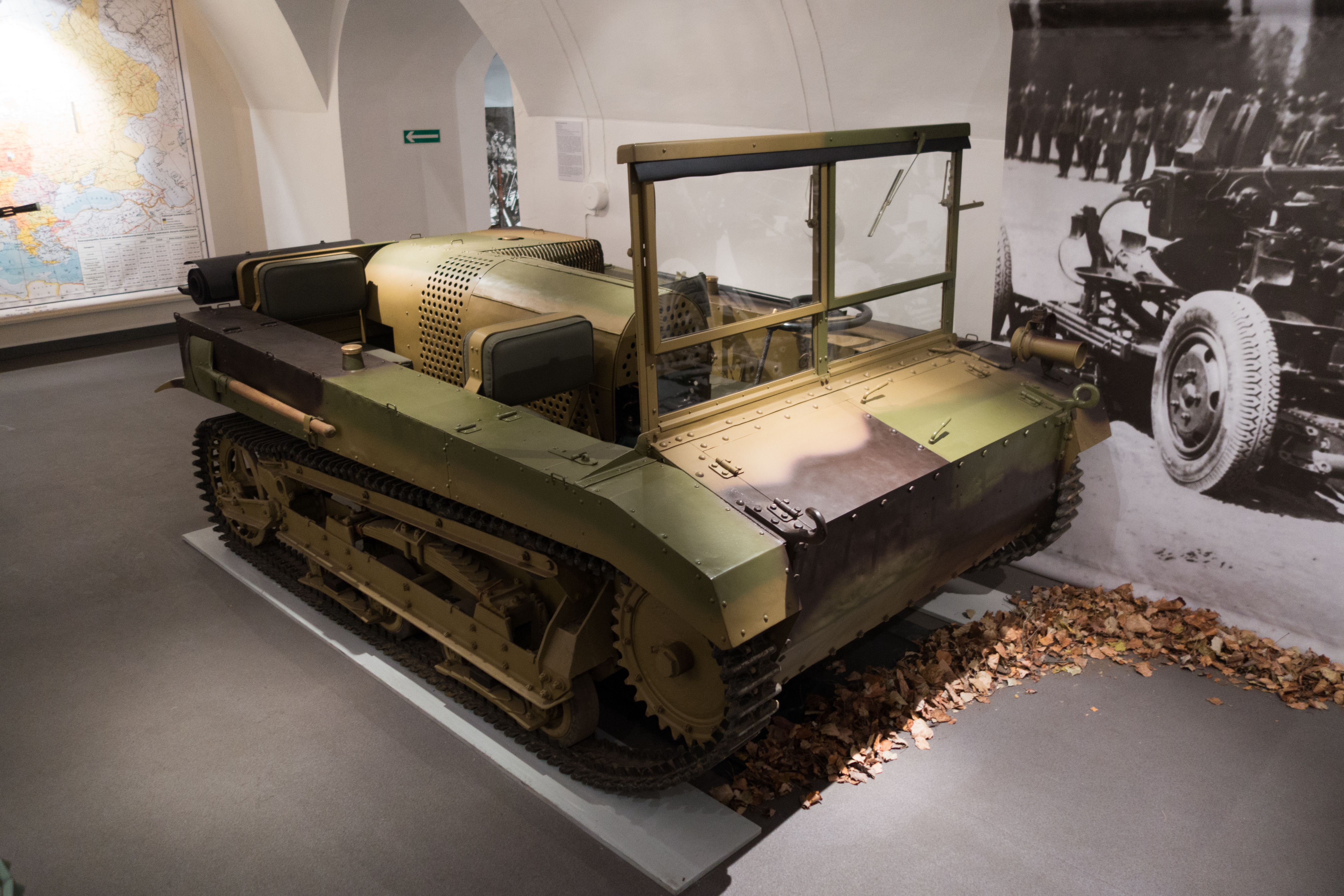
C2P
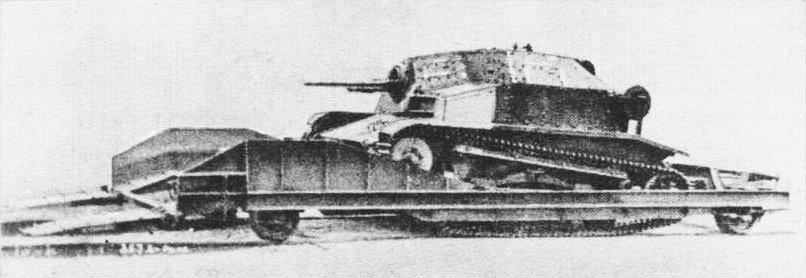
TK-S drezyna pancerna

Modele eksperymentalne:
- TKS-D – z działkiem 37 mm Bofors – 2 szt. (działo samobieżne)[15]
- TK-SB (TK-S-B, TKS-B) – 1 szt., tzw. wersja z bocznymi sprzęgłami, zastosowano nowy most napędowy i sprzęgła boczne. Mimo dużych zalet takiego rozwiązania (dużo lepsza zwrotność), zaniechano badań ze względu na koszty[17][15].

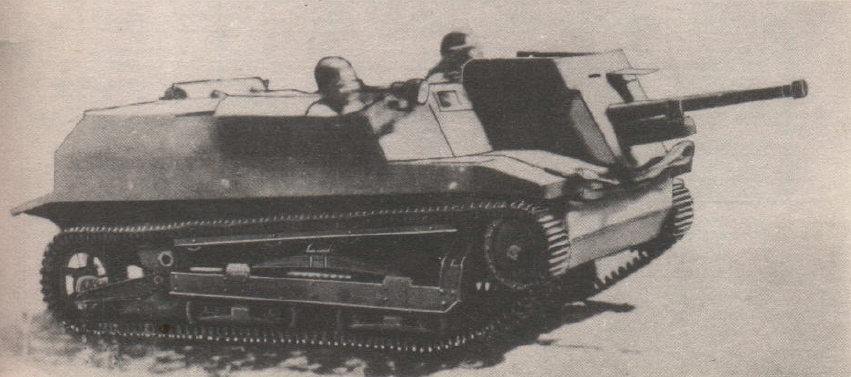
TKS-D

## Zachowane egzemplarze

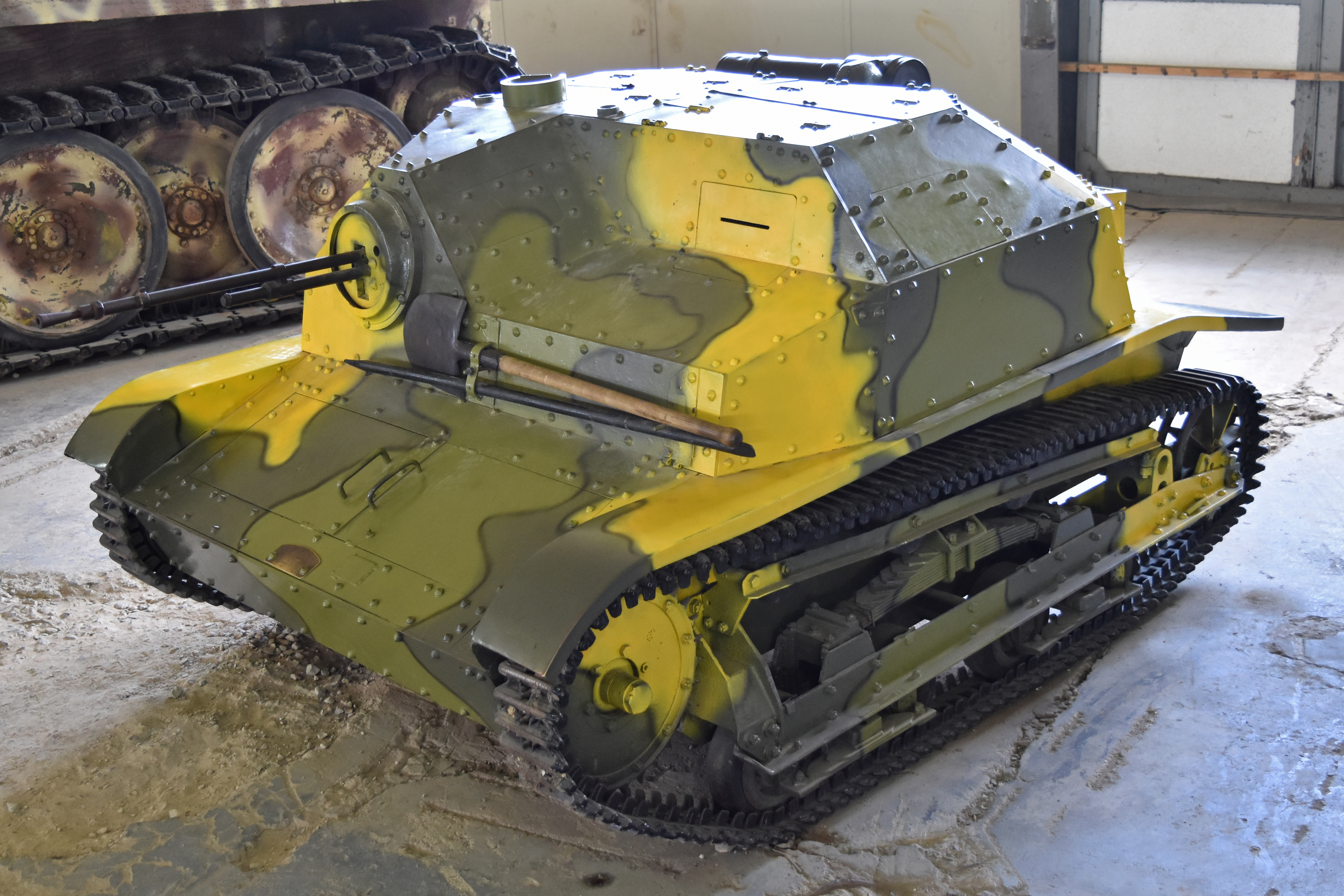
TKS w Muzeum Czołgów w Kubince w Rosji

Po drugiej wojnie światowej zarówno w zbiorach polskich, jak i zagranicznych zachowała się niewielka liczba różnych wersji tankietek TKS:
- Muzeum Wojska Polskiego posiada egzemplarz TKS, przekazany 20 października 2003 roku[18] przez szwedzkie Muzeum Armii w Sztokholmie, a znajdujący się wcześniej w zbiorach Muzeum Broni Pancernej w Axvall[19]. Pojazd był częściowo zdekompletowany i górny pancerz musiał zostać zrekonstruowany. Jest zdatny do samodzielnej jazdy, gdyż staraniem wielu osób zrekonstruowano różne elementy wyposażenia. Remont pancerza wykonano w Zakładach mechanicznych Ursus w Warszawie, natomiast rekonstrukcję silnika, układu jezdnego i hamulcowego dokonano w warsztacie Zbigniewa Nowosielskiego[20]. Obecnie pojazd jest w pełni sprawny.
- Egzemplarzem pojazdu dysponuje kolekcjoner Jacek Kopczyński z Łodzi. Został on sprowadzony z Norwegii. TKS z jego kolekcji udało się uruchomić.
- Kolejny egzemplarz tankietki TKS powrócił do Polski jako dar rządu Norwegii[21]. Po renowacji w zakładach Artura Zysa w Pławcach jest prezentowany w Muzeum Broni Pancernej w Poznaniu[22].
- Poza granicami Polski znajduje się również jeden egzemplarz tankietki TKS w Muzeum Czołgów w Kubince w Rosji.

## Film
- Tankietkom TKS zadedykowano jeden z odcinków polskiego serialu dokumentalnego poświęconego technice militarnej pt. „Magazynek”.
- Tankietki TKS ukazano w polskim filmie wojennym z 1973 roku pt. „Zasieki” opartym na opowiadaniu Janusza Przymanowskiego „Zasieki”[23].
- Tankietkom TKS poświęcono dwa odcinki programu dokumentalnego TVP pt. „Było, nie minęło – Kronika zwiadowców historii”. Zostały one wyemitowane 31 stycznia 2009[24] oraz 14 lutego 2009 roku.